# Paragryllodes kenyanus
Paragryllodes kenyanus är en insektsart som beskrevs av Johann Heinrich Kaltenbach 1982. Paragryllodes kenyanus ingår i släktet Paragryllodes och familjen syrsor. Inga underarter finns listade i Catalogue of Life.